# Springfield (Manitoba)
Springfield es el municipio rural más antiguo y más grande de Manitoba. Fundado en 1873, Springfield se extiende desde el desarrollo industrial urbano en el límite oriental de la ciudad de Winnipeg, a través de paisajes urbanos, rurales, residenciales, agrícolas y naturales, hasta el Bosque Provincial Agassiz en el límite oriental del municipio. El Parque Provincial Birds Hill está ubicado en la esquina noroeste de Springfield. Aunque la agricultura sigue siendo importante en el municipio, se emplean hoy en día muchos de los residentes en las cercanías de Winnipeg. En el censo de 2006 la población era de 12.990, un 3,1% más que en 2001.
El distrito electoral provincial de Springfield incluye todo el municipio y partes adyacentes de East St. Paul. De 1914 a 1966 un distrito electoral federal también fue llamado "Springfield" con distintos límites, no siempre colindantes con el municipio.